# Florence Maybrick
Florence Elizabeth Chandler Maybrick (3. září 1862 Mobile – 23. října 1941 Gaylordsville) byla Američanka odsouzená za vraždu svého manžela Jamese Maybricka ve Velké Británii. Byla obviněna, že svého manžela otrávila arsenem i přesto, že otrava nebyla přesvědčivě doložena jako příčina jeho smrti. Stala se obětí étosu viktoriánské doby, jejíž společnost jí odsoudila za mimomanželský poměr – paradoxně bez ohledu na fakt, že James Maybrick měl pět nemanželských dětí a byl silně závislý na užívání arsenu. Florence Maybrick byla odsouzena k trestu smrti, který jí byl následně snížen na trest doživotí. Ve vězení strávila 15 let.

## Životopis
Narodila se v Mobile v Alabamě. Byla dcerou Williama George Chandlera, který byl jedno období starostou Mobile a partnerem v bankovní společnosti St. John Powers and Company, a Caroline Chandler Du Barry rozené Holbrook. Otec zemřel před jejím narozením. Její matka se potřetí provdala v roce 1872 za barona Adolpha von Roquese, důstojníka jezdectva osmého kyrysnického pluku německé armády.

### Sňatek

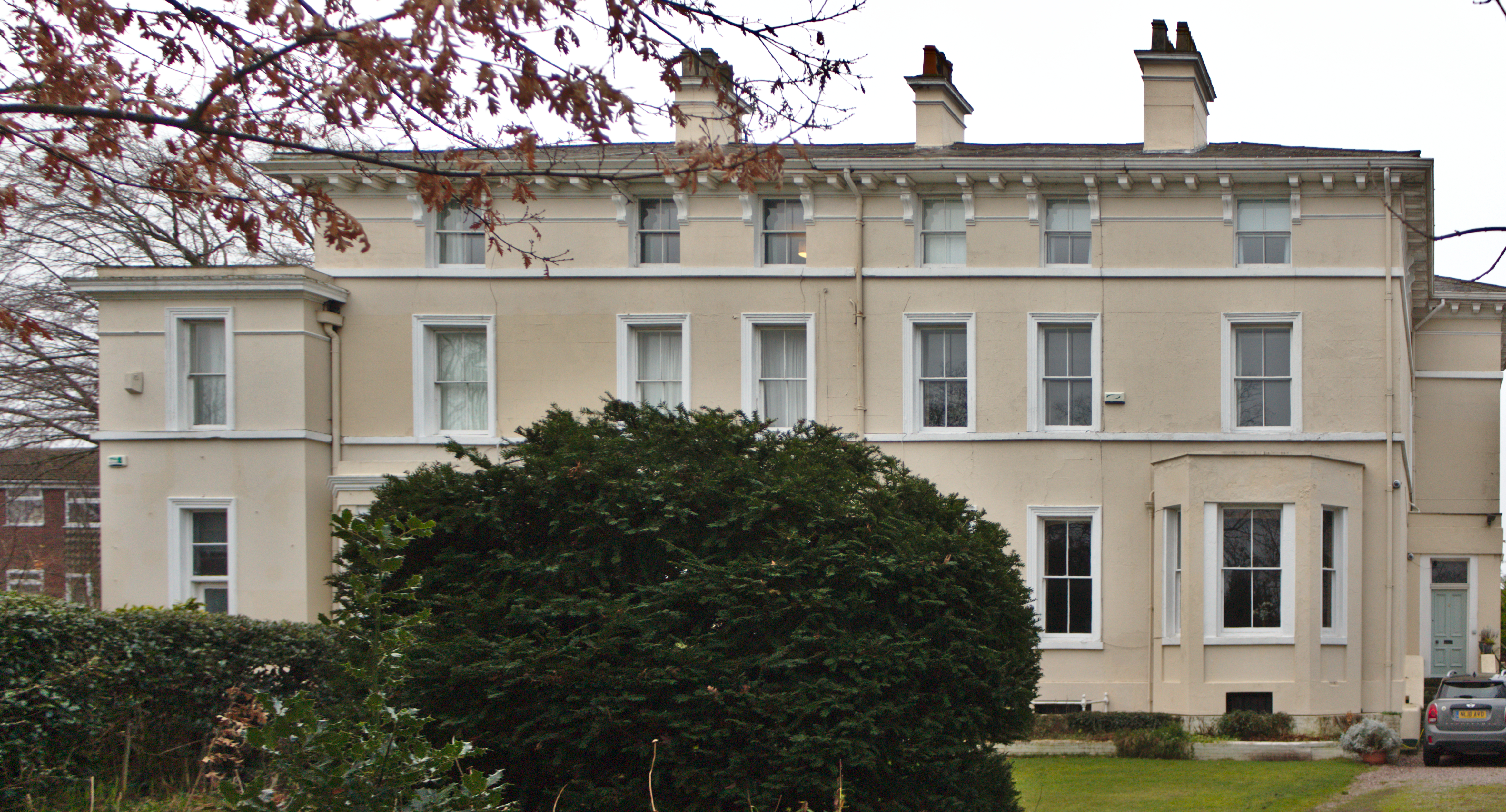
Dům Battlecrease House, Liverpool

Během cesty do Velké Británie na parníku SS Baltic se Florence seznámila s Jamesem Maybrickem, obchodníkem s bavlnou z Liverpoolu. O 23 let starší Maybrick devatenáctiletou Florence okouzlil. Dne 27. července 1881 se vzali v kostele svatého Jakuba na Piccadilly v Londýně. Líbánky krátce strávili v Bournemouthu a další tři roky žili střídavě ve Spojených státech a v Liverpoolu. Dne 18. března 1882 se jim narodil syn James a 20. července 1886 dcera Gladys. V únoru 1888 si na pět let pronajali dům Battlecrease House v Aigburthu na předměstí Liverpoolu. Florence udělala na liverpoolské společenské scéně značný dojem. Maybrickovi byli obvykle k vidění na nejvýznamnějších plesech a akcích a působili jako obraz šťastného a úspěšného páru. Jejich vztah se však během doby, kdy žili v Battlecrease zhoršil. Hypochondr Maybrick pravidelně užíval arsen a strychnin jako rekreační drogy, na kterých byl silně závislý. Arsen byl volně k dostání v lékárnách a byl obsažen i v další produktech, např. v kosmetice. Konzumace arsenu jako léku či sexuálně nabuzující látky, byla mezi středostavovskými muži fenoménem 19. století. K tomu začal mít Maybrick i finanční problémy, k nimž přispívala i Florence svým rozmařilým způsobem života v luxusu. Florence však nebyla jediná, kdo nedokázal zkrotit své výdaje. James Maybrick si vydržoval řadu milenek, z nichž jedna mu porodila pět dětí, a které ročně platil 100 liber. Florence byla mezitím v manželství stále nešťastnější a navázala několik vlastních milostných vztahů. Jeden z nich byl s místním podnikatelem Alfredem Brierleym. Maybrick zuřil, když se o jejím mlenci dozvěděl. Vyhrožoval Florence, že se s ní rozvede, což by zničilo její pověst. K rozvodu sice nepřistoupil, ale nechal přepsat svou závěť, kde Florence nechal odkázat mnohem méně majetku, než v předchozí verzi. Florence se milence nevzdala, ale rozhodla se s ním tajně setkat, až se jí naskytne další příležitost.

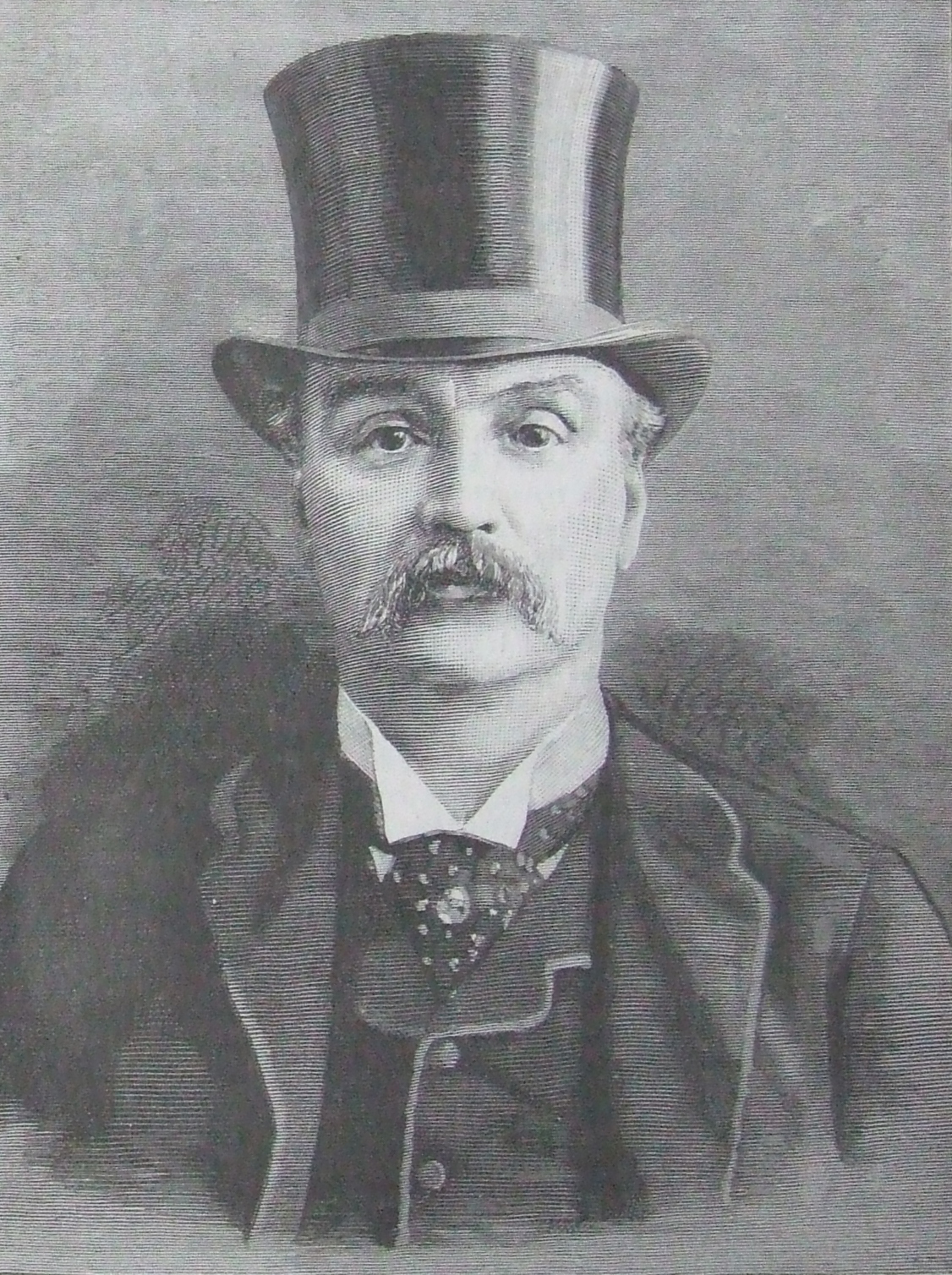
James Maybrick

James Maybrick onemocněl 27. dubna 1889 poté, co si sám podal dvojitou dávku strychninu. Lékaři ho léčili na akutní zažívací potíže, ale jeho stav se zhoršoval. Dne 8. května napsala Florence kompromitující dopis Brierleymu, který zachytila služebná Alice Yapp a předala ho Maybrickovu bratrovi Edwinovi, který pobýval v domě. Edwin, který byl podle mnoha svědectví jedním z Florenciných milenců, se o obsah dopisu podělil se svým bratrem Michaelem Maybrickem, který byl faktickou hlavou rodiny. Michal zuřil a prohlašoval, že Jamese otrávila Florence, kterou nechal zavřít v domě do domácího vězení. Dne 9. května jedna z ošetřovatelek oznámila, že Florence tajně manipulovala s lahví hovězí šťávy (Valentine's Meat Juice), v níž se posléze našlo půl zrnka arzénu. Florence později vypověděla, že ji manžel prosil, aby mu ji podala jako povzbuzující prostředek. On však její obsah nikdy nevypil.
Maybrick zemřel ve svém domě v Aigburthu 11. května 1889 na vyčerpání způsobené gastroenteritidou. Maybrickovi bratři nechali provést pitvu, protože věřili, že Jamese zavraždila Florence podáním arsenu, který byl nalezen na mnoha místech v domě – v kosmetice i v nádobách diskrétně uložených ve skříních, které pravděpodobně obstaral James. Pitva zjistila jen nepatrné stopy arsenu, ale ne tolik, aby mohly způsobit smrt. Ve zprávě bylo uvedeno smrt mohlo způsobit špatné jídlo či pití, nadměrné pití alkoholu či promoknutí v den dostihů ve Wirralu 27. dubna 1889. Bylo také doplněno, že zdravotní stav Jamese Maybricka mohl být negativně ovlivněn účinky vysazení arsenu. Rodina však odmítala uvěřit, že by na arsenu nebo strychninu byl závislý. Florence byla následně obviněna z manželovy vraždy spáchané podáním arsenu.

### Obvinění z vraždy a soud

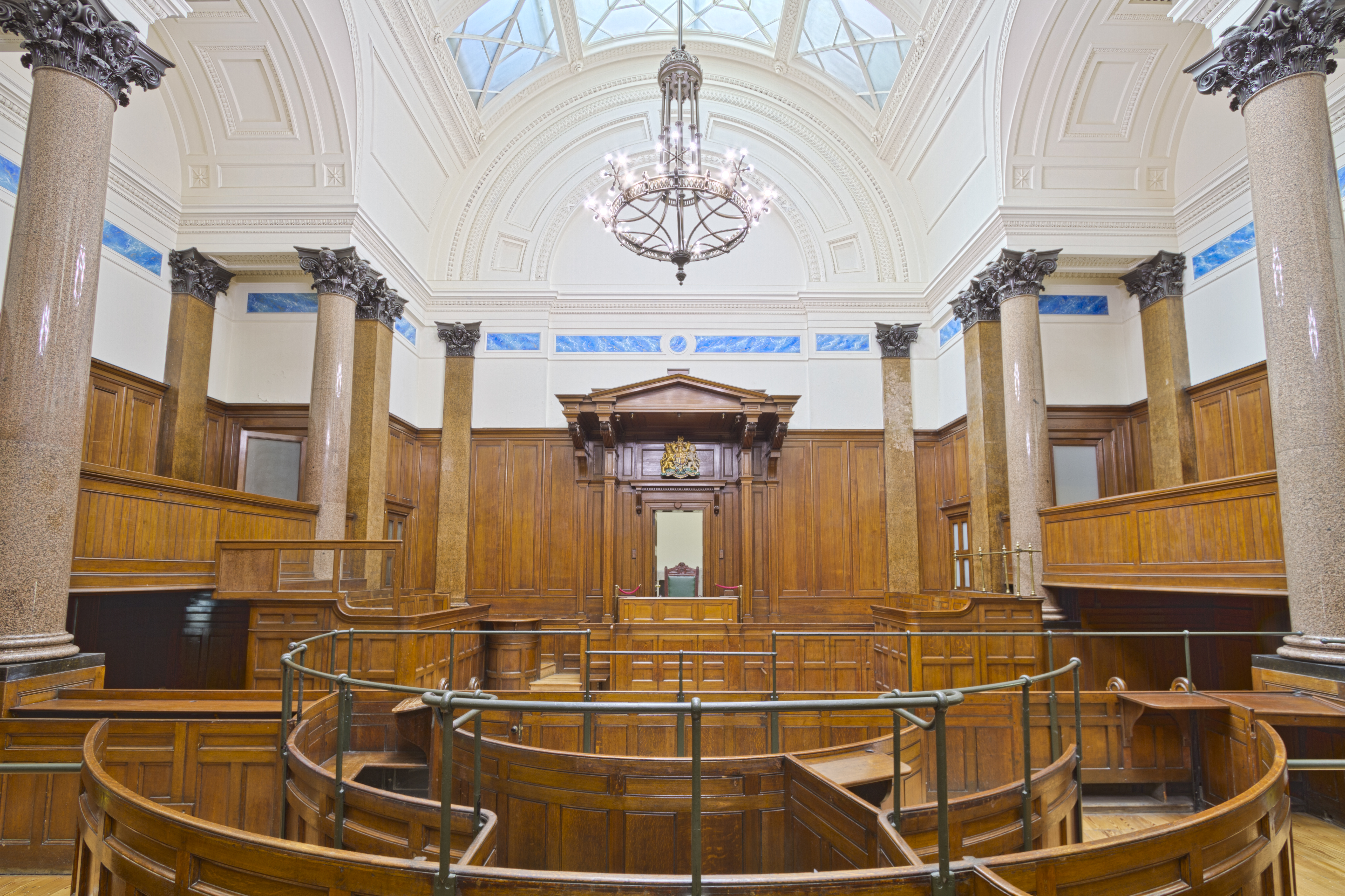
Soudní síň St George's Hall v Liverpoolu

Před soudem, který trval 7 dní, poprvé stanula v St George's Hall v Liverpoolu 31. července. U soudu nesměla vypovídat, směla pouze přečíst připravené prohlášení. Během procesu byly rozebírány oplzlé podrobnosti jejího poměru s Alfredem Brierleym. V souladu s étosem viktoriánské doby, mimomanželské vztahy Jamese Maybricka byly zamlčovány, zatímco vztahy jeho manželky byly považovány za neodpustitelné. Obhájce obžaloby tvrdil, že pokud byla Florence Maybrick natolik zkažená, že měla mimomanželský poměr, pak nemůže být vyloučeno, že byla schopná spáchat vraždu. Stárnoucí soudce James Fitzjames Stephen (1829–1894) dokonce celý případ prezentoval a vedl jako případ morálky. Zároveň během procesu vykazoval známky začínající nepříčetnosti a byl všeobecně považován za pouhý stín svého dřívějšího já. O dva roky později byl donucen rezignovat, poté v roce 1894 zemřel v soukromém ústavu pro choromyslné v Ipswichi. Jako pochybení je také obecně vnímáno, že se soud nekonal mimo Liverpool. Případ zůsobil mediální senzaci, jako případ mladé, krásné, středostavovské ženy, která se provinila na základě své pokleslé morálky, která byla v rozporu s tehdejším obrazem ideálu cnostné ženy.
Obhájcem Florence Maybrick byl Charles Russell, který byl i silným zastáncem její neviny. Ačkoli byl považován za brilantního obhájce u soudu s Florence podal jen průměrný výkon, kvůli psychickému vyčerpání z účasti na slyšení Parnellovy komise. Hlavní příčinou selhání jeho obhajoby však byla především mentální nestabilita soudce Stephena, který byl schopen ráno mluvit o Florence příznivě a odpoledne svůj tón zcela otočit. Florence byla nakonec shledána vinnou na základě „pouhých drbů”. Služebná Alice Yapp, která předala Florencin soukromý dopis Edwardu Maybrickovi vypověděla, že u Florence v ložnici viděla namočené mucholapky, které obsahovaly arsen. Přitěžující bylo, že v tehdy nedávných případech vražd v Liverpoolu, byly dvě ženy odsouzeny za otravu spáchanou arsenem získaným z mucholapky.
Podivné rozhodnutí učinili také lékaři Carter a Humpreys, kteří již byli rozhodnuti napsat do příčiny smrti v úmrtním listu Jamese Maybricka „akutní zánět žaludku”, ale neučinili tak po diskuzi s Michaelem Maybrickem, který naznačil, že na vině je Florence. Dva praktičtí lékaři si tak nechali radit o příčině smrti od hudebního skladatele. Po výslechu doktora Humphreyse u soudu panovalo i v soudní síni podezření, jak dalece názor Michaela Maybricka ovlivnil jeho rozhodnutí. Na Michaelovo naléhání bylo tělo Jamese Maybricka exhumováno dva týdny po pohřbu, ale nic nového nebylo zjištěno. Rozsudek se nejvíce opíral o nalezení namočených mucholapek obsahujících arsen, což byl jediný přímý důkaz spojující arsen s Florence. Ta tvrdila, že jej užívala jako kosmetický pleťový přípravek. Po jejím uvěznění recept na ošetření pleti vodou z namočených mucholapek našla její matka na výstřižku v rodinné Bibli, což bylo dodatečně předloženo jako důkaz její nevinny. Tento důkaz byl však předložen příliš pozdě.
Důvodem pro snížení trestu se stalo poněkud podivné prohlášení ministra vnitra Henryho Matthewse, který přednesl, že zmírnění trestu za vraždu spáchanou podáním arsenu je důvodné pro podezření zda byla opravdu způsobena podáním arsenu. I přes očividnou problematiku tohoto tvrzení, které jasně ukazuje na pochyby o příčině Maybrickovy smrti, byl rozsudek pozměněn pouze na trest odnětí svobody na doživotí.

### Vězení
Florencin obhájce Charles Russell loboval za její propuštění z vězení, až do své smrti v roce 1900. V roce 1896 byla přeložena z ženské věznice ve Wokingu do věznice v Aylesbury, když byla instituce vyhrazena pro vojenské účely. Prvních devět měsíců strávila na samotce, poté byla přemístěna do jiné cely, ale i nadále se na ni vztahovalo přísné mlčení, které na ní bylo vynucováno. Její vzpomínky odhalují, jakou fyzickou a psychickou daň na ni samotka měla. Tuto praxi označila za „zdaleka nejkrutější rys anglického trestního vězeňství” a zdůraznila „opuštěnost a zoufalství”, které v ní „beznadějná monotónnost” věznění vyvolávala. Během pobytu ve Wokingu trpěla nespavostí a častými zdravotními potížemi, které podle ní způsoboval častý křik a ničení vybavení cel během noci, slabomyslnými vězeňkyněmi, kvůli nimž se jí „třásly nervy” a nemohla spát.
Poté, co  prošla prvními fázemi samovazby a probace, nastoupila do třetí fáze těžké práce, kdy jí bylo dovoleno během dne opustit celu a pomáhat při nošení jídla z kuchyně. Její den začínal v 6 hodin ráno a končil v půl šesté odpoledne. Během dne musela, podle svých vzpomínek, umýt deset čtyřkilových plechovek, vydrhnout jeden dvacetimetrový stůl a dvě dvanáctimetrové komody, vyčistit nože, umýt pytel brambor, pomáhat při podávání večeří a vydrhnout kus podlahy o rozměrech dvacet krát deset metrů. Během roku 1896 nastoupila na dva týdny do vězeňské ošetřovny, protože trpěla „horečnatou rýmou”, kterou podle ní způsobilo nedostatečné oblečení, lůžkoviny a průvan v celách. Na konci pobytu na ošetřovně byla 4. listopadu 1896 převezena do věznice v Aylesbury.
O dozorcích s nimiž se během svého věznění setkala se vyjadřovala v dobrém, popisovala jejich „trpělivost, zdvořilost a sebeovládání”.

### Propuštění
Po pobytu ve věznicích ve Wokingu a Aylesbury, byla Florence v lednu 1904 propuštěna. Ve vazbě strávila více téměř 15 let. Její propuštění bylo možné až po smrti královny Viktorie, protože jak se ukázalo, samotná královna měla vůči Florence Maybrick negativní postoj. Florence bylo 41 let, když opustila věznici 25. ledna 1904. Přestože po svatbě s britským manželem ztratila americké občanství, po návratu do vlasti jí bylo vráceno. Zpočátku si vydělávala na živobytí přednášením, kdy hovořila o reformě vězeňství a protestovala za svou nevinu. V pozdějším věku se přestěhovala do Connecticutu a používala své dívčí jméno Florence Elizabeth Chandler. Po několika měsících strávených neúspěšně jako hospodyně se Florence stala samotářkou a žila v nuzném třípokojovém bungalovu ve vesnici Gaylordsville v New Milfordu v Connecticutu, kde jí dělaly společnost pouze její kočky. Několik sympatizujících obyvatel nakonec odhalilo její pravou identitu, ale její tajemství si ponechali pro sebe.
Se svými dětmi Jamesem a Gladys se již nikdy neshledala. Ty byly dle všeho seznámeny s negativním výkladem případu zaujatým vůči Florence jako hlavní pachatelce. Obě děti tak neměly žádný zájem ani o to nechat se pro matku vyfotografovat. Ironií osudu se stala příčina smrti jejího syna, důlního inženýra, který zemřel v roce 1911 na náhodnou otravu, když si spletl roztok kyanidu se sklenicí vody. Své sestře Gladys tím zanechal značné jmění. Ta se provdala v roce 1912 a zemřela v Jižním Walesu v roce 1971 ve věku 85 let.
Florence Maybrick zemřela sama a bez prostředků ve svém domě 23. října 1941. Následují den byl zveřejněn její nekrolog na první straně deníku The New York Times. Na vlastní žádost byla pohřbena vedle své drahé přítelkyně Clary Dulon v South Kent v Connecticutu na pozemku školy South Kent School. Mezi jejími několika málo věcmi byl sešit s novinovými výstřižky z jejího dřívějšího života a potrhaná rodinná Bible.

## Kniha
Brzy po propuštění Florence napsala o svých zážitcích knihu Mrs. Maybrick's own story: My fifteen lost years (1905, v překladu: Vlastní příběh paní Maybrickové: Mých patnáct ztracených let), která je k dispozici na internetu. Vzácný výtisk je stále v držení městských knihoven v Liverpoolu.